# Gandzasarklooster
Gandzasar (Armeens: Գանձասար) is een 13e-eeuws Armeens-Orthodoxe klooster en kathedraal. Het complex staat op een heuvel bij het dorp Vank in het Azerbeidzjaanse district Aghdara (voorheen Mardakert, Nagorno-Karabach). Gandzasar was het spirituele centrum van Chatsjen (Artsach) en geldt als een van de mooiste exemplaren van Armeense architectuur en cultureel erfgoed uit het midden van de 13e eeuw.

## Achtergrond

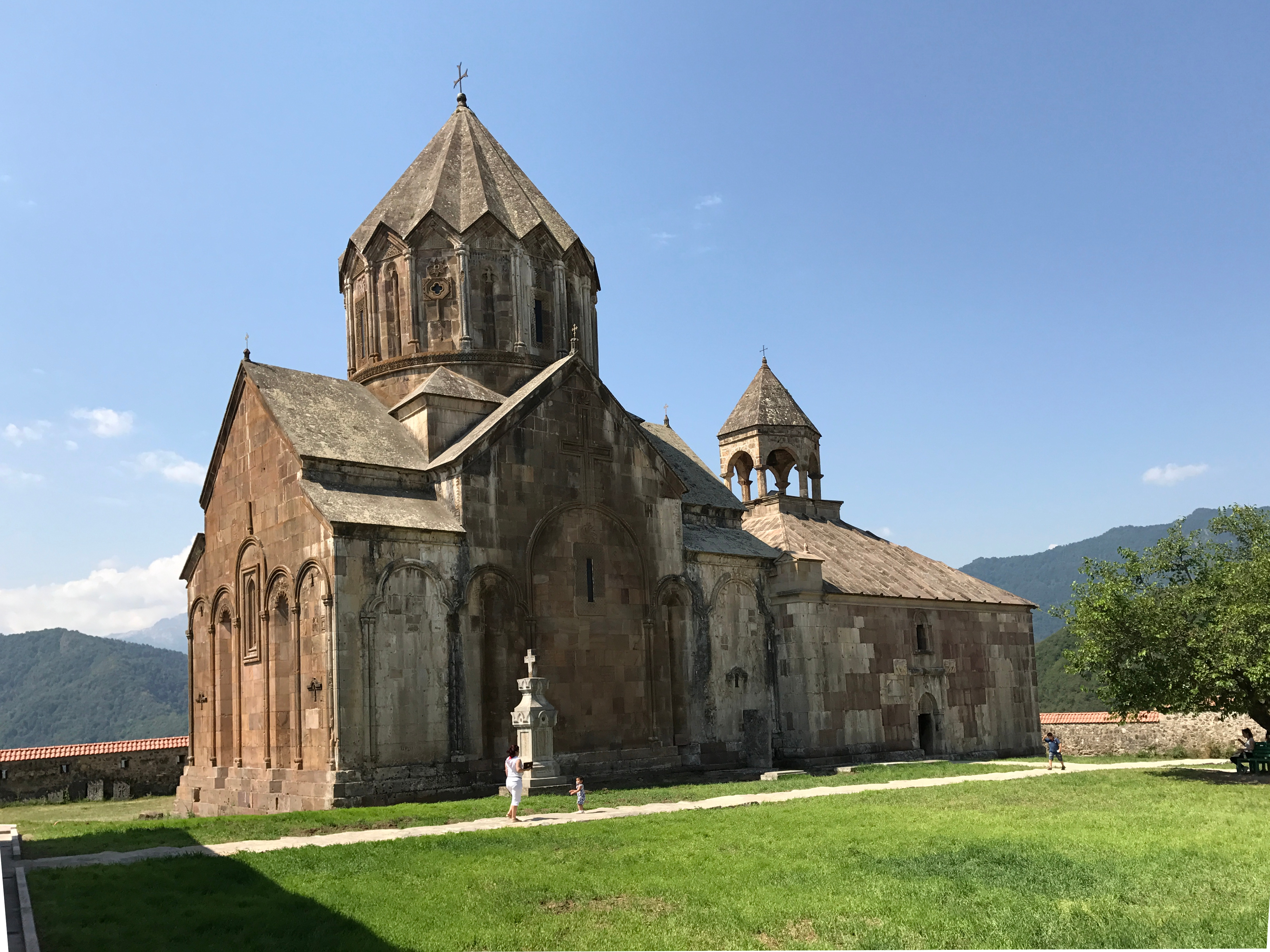
De kathedraal met de gavit.

Gandzasar zou de naam te danken hebben aan de heuvel waarop het klooster gebouwd is. Het woord betekent in het Armeens "schatberg", in een verwijzing naar het zilver en andere metalen die er gevonden werden.
De eerste geregistreerde vermelding van Gandzasar dateert uit 949, toen de Armeense patriarch Ananias Mokatsi een bezoek bracht aan Artsach. Op de plek zijn ook Chatsjkars gevonden uit de 12e eeuw die wijzen op het bestaan van een kerk of klooster, wat ook gesuggereerd wordt door vroegchristelijke kruisbeelden in de muur van de hedendaagse kathedraal. Volgens historische beschrijvingen was hier de familiebegraafplaats van de prinsen van Chatsjen.

### Geschiedenis klooster

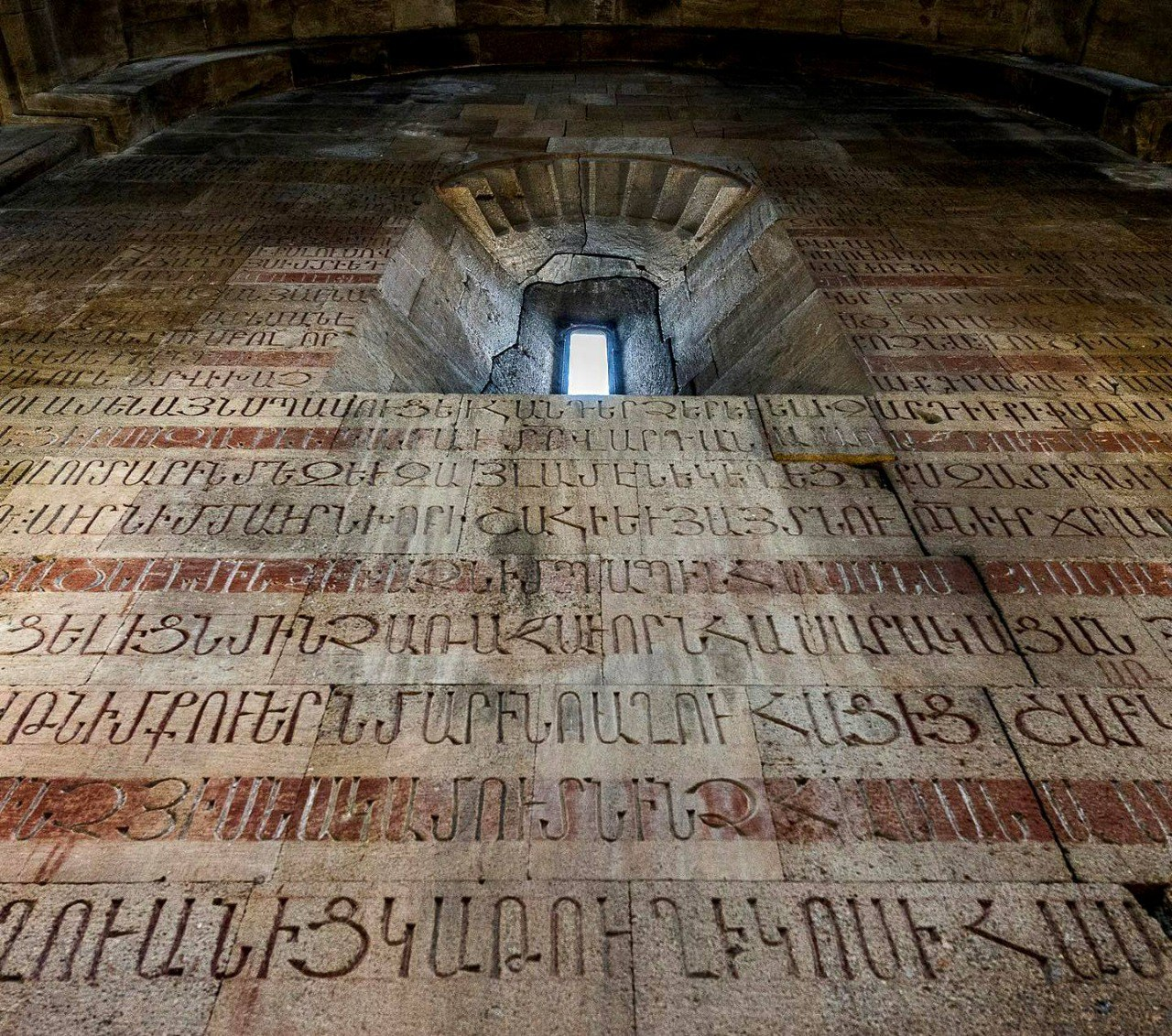
Inscripties in de muur

Hasan-Jalal, de heerser van Chatsjen en patriarch van het huis van Hasan-Jalalian, liet tussen 1216 en 1238 de Hovhannes Mkrtitsj-kerk (Johannes de Doper) bouwen. De kathedraal werd in 1240 ingewijd tijdens de Vardavar. In 1261 werd de gavit van de kerk opgeleverd. De gavit van Gandzasar staat bekend om zijn omvang en superieure kwaliteit van vakmanschap.
In de 15e eeuw werd Gandzasar de zetel van het patriarchaat van Kaukasisch Albanië, dat resideerde onder de Armeens-Apostolische Kerk. In de 17e en 18e eeuw was Gandzasar het middelpunt van de vrijheidsstrijd van de Karabachs-Armeense meliks. De meliks vroegen onder leiding van Israel Ori in 1701 in een brief aan Peter de Grote om hen te beschermen tegen de moslims, wat bijdroeg aan de Russische aandacht voor en uiteindelijk verovering in de 19e eeuw van de Zuidelijke Kaukasus.
In 1813 kwam het kanaat Karabach door het Verdrag van Gulistan onder controle van het Keizerrijk Rusland. Dit had tot gevolg dat Gandzasar in 1815 in status de Heilige Stoel verloor en in 1836 het bisdom van Artsach. Het klooster werd geleidelijk verlaten en raakte tegen het einde van de 19e eeuw in verval. 

### Nagorno-Karabach

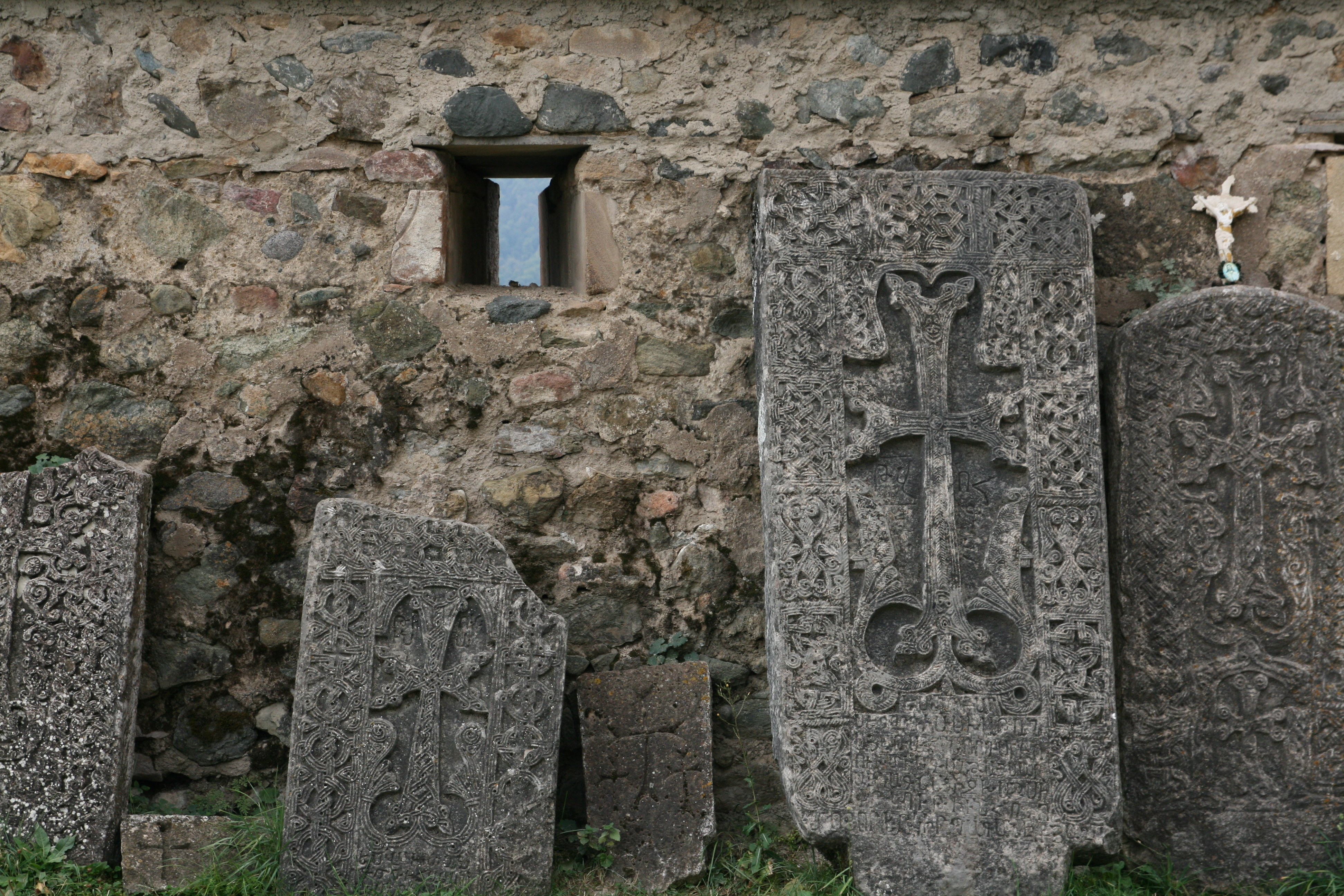
Er staan tientallen chatsjkars.

Na de annexatie in 1923 van Artsach bij de Azerbeidzjaanse sovjetrepubliek als Nagorno-Karabachse Autonome Oblast functioneerde het klooster niet meer. Onder druk van Nagorno-Karabach, de Armeense sovjetrepubliek en de Armeense diaspora namen de Sovjetautoriteiten in Moskou in 1989 het besluit om het kloosters van Gandzasar beschikbaar te stellen voor religieuze activiteiten. Het bisdom Artsach werd opnieuw in leven geroepen. Op 1 oktober 1989 werd een zondagsdienst in de heropende kloosterkerk gehouden.
Gedurende de eerste oorlog in Nagorno-Karabach was het complex geregeld doelwit van beschietingen, voornamelijk in 1992 toen Azerbeidjzan het gebied belegerde. Daarna werd het klooster gerestaureerd, onder andere door donaties van een Armeense filantroop die uit het nabijgelegen dorp Vank kwam. Er werd een toegangsweg vanaf Vank gebouwd en er kwam een drinkwatervoorziening. In september 2023 verloor de Nagorno-Karabach de controle over het gebied rond het klooster.

## Azerbeidzjaanse culturele toe-eigening
Na de Azerbeidzjaanse aanval op Nagorno-Karabach in 2023 kwam het gebied rond het klooster onder Azerbeidzjaanse controle. Net als met ander Armeens cultureel erfgoed in Nagorno-Karabach, werd Gandzasar door Azerbeidzjan cultureel toegeëigend. Zij stelden dat het klooster niet Armeens was, maar historisch behoorde tot Kaukasisch Albanië.
Specifiek met betrekking tot Gandzasar begon dat al in de jaren 1970, toen Azerbeidzjaanse historici het Gandzasarklooster een ‘monument van de cultuur en religie van Kaukasisch Albanië’ noemden. Azerbeidzjaanse geleerden stelden dat het Huis van Hasan-Jalalian, dat over het vorstendom Chatsjen heerste, nazaten waren van de dynastie van Kaukasisch Albanië. Armeense experts wijzen op de typisch Armeense bouwwijze van de kathedraal.